# Monte Almendros
Monte Almendros (o Monte de los Almendros) es una localidad y pedanía española perteneciente al municipio de Salobreña, en la provincia de Granada. Está situada en la parte centro-oeste de la comarca de la Costa Granadina. Próxima a la costa mediterránea, cerca de esta localidad se encuentran los núcleos de Caleta-La Guardia, El Pargo, Calamedina, Costa Aguilera y Salobreña capital.
El pueblo está formado mayoritariamente por segundas residencias frente a la playa del Caletón.

## Demografía
Según el Instituto Nacional de Estadística de España, en el año 2022 Monte Almendros contaba con 379 habitantes censados, lo que representa el 3,04% de la población total del municipio.

### Evolución de la población
| Gráfica de evolución demográfica de Monte Almendros entre 2012 y 2022 |
|                                                                       |
| Datos según el nomenclátor publicado por el INE.                      |

## Comunicaciones

### Carreteras
La principal vía de comunicación que transcurre por esta localidad es:
| Identificador | Denominación               | Itinerario        |
| ------------- | -------------------------- | ----------------- |
| N-340         | Carretera del Mediterráneo | Cádiz - Barcelona |

Algunas distancias entre Monte Almendros y otras ciudades:
| Ciudades  | Distancia (km) |
| --------- | -------------- |
| Salobreña | 2              |
| Motril    | 9              |
| Granada   | 69             |
| Almería   | 117            |
| Jaén      | 159            |
| Murcia    | 335            |